# Gratuit : 2 morceaux en moins !
 (novembre 2018).
Albums de Parabellum
On est gouverné par des imbéciles (EP)
(1984) Quatre garçons dans le brouillard (EP)
(1987)
Gratuit : 2 morceaux en moins ! est le premier mini-album, publié au format 33 tours, du groupe de rock alternatif et punk rock français Parabellum, sorti en 1986.

## Historique
Initialement paru en disque vinyle, les morceaux de cet album reparaissent, pour la première fois en CD, parmi 18 autres titres du groupe, dans une compilation de 1996 intitulée L'Intégrale, Volume 1 et en version numérique en 2004 dans l'anthologie 1984-2004 : Plus qu'un best of... l'histoire du punk français à travers son groupe le plus représentatif... qui reprend la pochette originale de l'album Gratuit : 2 morceaux en moins !.
Selon l'édition française du magazine Rolling Stone, cet album est le 83e meilleur album de rock français.

## Liste des titres
Toutes les paroles sont écrites par Géant-Vert (Fabrice Laperche), toute la musique est composée par Géant-Vert et Schultz.
| No  | Titre              | Durée |
| --- | ------------------ | ----- |
|     | Face A             |       |
| A1. | Docteur Bollock    | 3:01  |
| A2. | Stalag 27          | 2:02  |
| A3. | Berceau-Néo-Caveau | 3:13  |
| A4. | Îlot "Amsterdam"   | 3:02  |
|     | Face B             |       |
| B1. | Papa               | 2:19  |
| B2. | Cayenne            | 3:49  |
| B3. | Kozak Surboum      | 2:24  |
| B4. | La Bombe et moa    | 3:50  |

## Crédits
| - Schultz (Roger Fritsch) : guitare, chant - Roland « Chamallow » Chamarat : basse - Cambouis (Jean-François Juvanon) : batterie - Sven Pohlhammer : guitare | - Production, ingénierie : Christophe Sourice - Arrangements : Géant Vert, Schultz - Artwork : Michel Pirus - Photographie : Guy Ferrendis - Conception pochette : Géant Vert, Michel Pirus |